# 룹알할리 사막

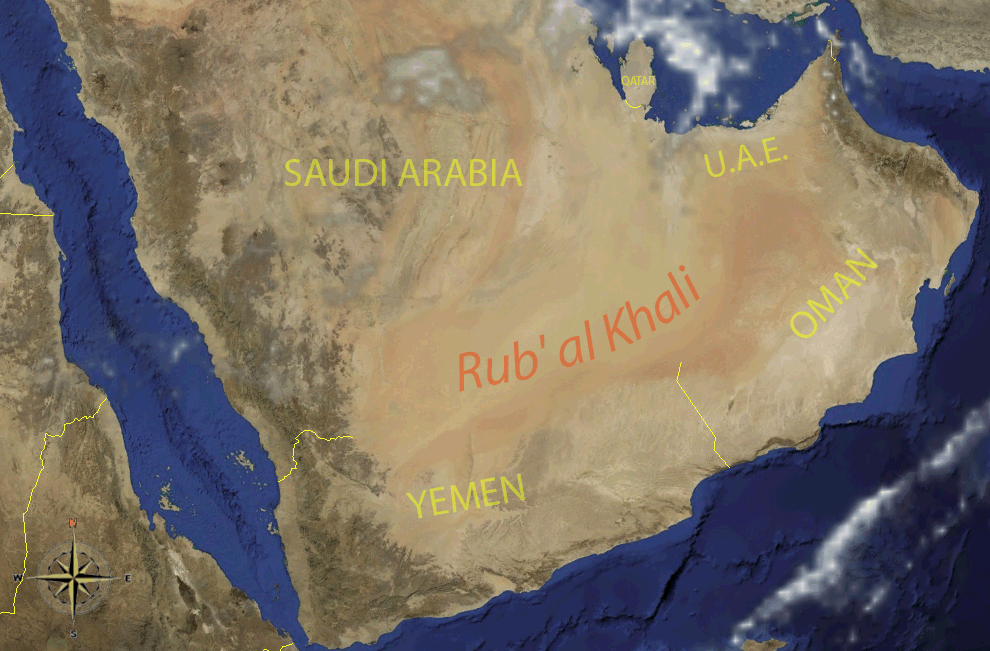
룹알할리 사막

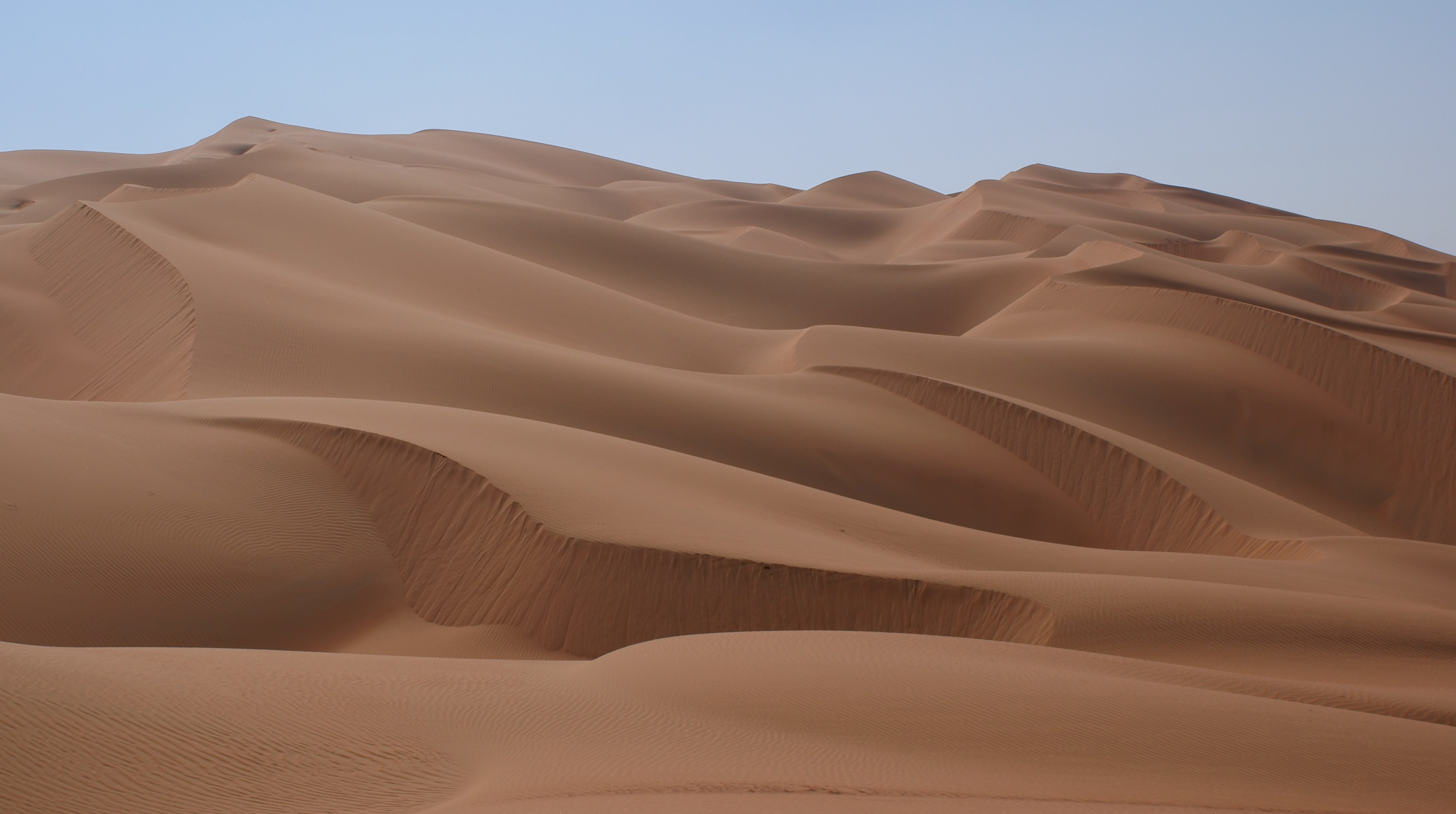

룹 알 할리 사막(아랍어: الربع الخالي Rub' al Khali[*])은 아라비아 반도 남부에 펼쳐진 거대한 사막이다. 면적은 약 650,000km2로, 정의에 따라 다르나 사하라 사막에 이어 세계에서 두 번째로 넓은 사막으로 여겨질 수 있다. 더 큰 분류에서는 아라비아 사막의 일부이다. '룹알할리'는 아라비아어로 공백지대라는 뜻이다.
예멘, 오만, 아랍에미리트의 일부를 포함하며 주로 사우디아라비아 남동부의 구조분지에 자리잡고 있다. 메카와 리야드를 잇는 선 이남의 지역이다. 사람이 살지 않아 거의 개척되지 않다가 1975년에 세계에서 제일 큰 유전이 발견되었다.